# Santo Amaro do Maranhão
Santo Amaro do Maranhão là một đô thị thuộc bang Maranhão, Brasil. Đô thị này có diện tích 1601,164 km², dân số năm 2007 là 11156 người, mật độ 6,97 người/km².